# Ensemble Arianna
Pour les articles homonymes, voir Arianna.
L’Ensemble Arianna est un ensemble instrumental et vocal français spécialisé dans l'interprétation de la musique baroque.

## Historique
Fondé en 2000 autour de la claveciniste Marie-Paule Nounou, l’Ensemble Arianna présente des œuvres à découvrir du patrimoine baroque européen des XVIIe et XVIIIe siècles.
Arianna réunit des musiciens spécialisés utilisant d’authentiques  instruments anciens ou copies d’anciens.
L’Ensemble Arianna se produit dans beaucoup de festivals : Festival de Callas, Festival de St Guilhem le Désert, Nuits Musicales d’Uzès, Festival de Conques, Festival de l’Abbaye de Sylvanès, Musique en Catalogne Romane, Labeaume en Musiques, Fugue en Aude Romane, Festival du Pays d’Ans, Musicales de Soultz, Automne musical de Nîmes, Orgues en Avignon … ainsi qu’à l’Opéra de Montpellier.

## Discographie
L’Ensemble Arianna a enregistré trois disques chez Arion.
- Amor Hai Vinto : cantates de Vivaldi et Airs d’Opéras de Haendel avec Robert Expert (contre-ténor).

Orphée d’Or – Académie du Disque Lyrique 2006 (Meilleur enregistrement de musique vocale baroque)
- Messe pour le Port Royal de Marc-Antoine Charpentier avec pièces d’orgue alternées de Guillaume-Gabriel Nivers. Avec Frédéric Munoz (orgue)
- Purcell’s Trumpets from Shore to Shore : Henry Purcell, Finger, Corelli, Dieupart, Paisible, Topham et Shore. Avec Jean-François Madeuf et Joël Lahens (trompettes naturelles)
- La Femme Meurtrie ou Tragiques destins : Cantates et Sonate de Montéclair, Haendel, Scarlatti, Tartini. Avec Stéphanie Révidat (soprano) et Flavio Losco (violon)